# ميشيل فيليب
ميشيل فيليب (بالفرنسية: Michèle Philippe)‏ هي ممثلة فرنسية، ولدت في 17 يناير 1926 بباريس في فرنسا، وتوفيت بنفس المكان في 23 سبتمبر 1972 بسبب ابيضاض الدم.

## وصلات خارجية
- ميشيل فيليب على موقع IMDb (الإنجليزية)
- ميشيل فيليب على موقع ألو سيني (الفرنسية)
- ميشيل فيليب على موقع أول موفي (الإنجليزية)
- ميشيل فيليب على موقع قاعدة بيانات الأفلام السويدية (السويدية)
- ميشيل فيليب على موقع قاعدة بيانات الفيلم (الإنجليزية)
- ميشيل فيليب على موقع كينوبويسك (الروسية)